# María del Pilar Martínez Peñarrubia
María del Pilar Martínez Peñarrubia (Cuenca, España; 15 de mayo de 1968) es una empresaria y político, senadora del Reino de España y alcaldesa de Villalpardo desde el año 2003. Fue diputada en las Cortes de Castilla-La Mancha durante dos legislaturas, de 2011 a 2019. En el parlamento autonómico ha desarrollado, entre otras labores como secretaria general del grupo popular y viceportavoz segunda de la formación. Actualmente es vicesecretaria de organización del PP conquense. En las elecciones del 10 de noviembre de 2019 fue elegida senadora por la provincia de Cuenca.